# Física de pechos
La física de pechos (también llamada física de senos o física de mamas) es un término del mundo de los videojuegos. Consiste en que los senos de un personaje femenino se muevan y reboten cuando el personaje se mueve, a veces de una manera exagerada o poco natural.

## Historia
El primer videojuego en el que la física de los pechos fue una característica destacada fue el videojuego de lucha Fatal Fury 2 (1992), que contó con la luchadora Mai Shiranui, que tenía pechos notablemente rebotantes. Desde entonces, la pronunciada física de los senos sigue siendo una característica básica de muchos videojuegos de lucha, quizás en parte porque estos videojuegos contienen menos modelos de personajes que otros videojuegos y, por lo tanto, pueden permitirse animar a sus personajes con más detalle. La serie Dead or Alive (1996–), en particular, se ha identificado con la física "extravagante" de sus movimientos de lucha y los pechos de sus personajes femeninos.
En ocasiones, este aspecto de los videojuegos de lucha ha provocado una atención particular, como cuando el videojuego de Street Fighter V del año 2015 hizo que las luchadoras como Chun-Li se movieran como grandes globos de agua cuando fue elegida como la segunda jugadora de la pantalla de selección. Aunque este comportamiento fue observado por los medios incluso antes del lanzamiento del videojuego, permaneció presente en la versión lanzada del videojuego. El editor del videojuego, Capcom, lo atribuyó a un error y luego lo eliminó con un parche.
Como reacción a la prevalencia de senos grandes y saltones en los videojuegos, la escritora de videojuegos Jenn Frank inició un "boob jam" en 2013. El propósito de la iniciativa fue crear videojuegos que traten "un aspecto de senos femeninos que no sean El hecho, de que sean sexys y divertidos de ver".

## Tecnología
En un videojuego con gráficos en 3D, los modelos de personajes están compuestos por un esqueleto de "huesos" conectados con articulaciones y cubiertos por una "piel" de polígonos texturizados. Estos huesos virtuales no se corresponden necesariamente con los huesos en humanos reales, pero se requieren para hacer que cualquier cosa se mueva, por ejemplo, los senos, que en realidad no contienen huesos. Para hacer que los senos u otras partes del cuerpo se muevan, los animadores de videojuegos hacen que las articulaciones de los huesos se muevan de acuerdo con las reglas físicas del motor del videojuego.
Para efectuar el movimiento de los senos en la mayoría de los videojuegos en 3D, los huesos de los senos están equipados con "resortes" que hacen que los senos reboten cuando el resto del esqueleto se mueve. La configuración y la fuerza de estos resortes determinan la fuerza del rebote del pecho. Alternativamente, el movimiento de los senos puede regirse por un software personalizado, pero esto requiere mucho más tiempo y, por lo tanto, es más raro que usar resortes, que son una característica integrada en muchos motores de videojuegos.

## La física de pechos no naturales
Muchos videojuegos presentan movimientos de los senos que parecen poco naturales o exagerados, en particular para las observadoras. Esto puede deberse a las limitaciones del sistema de "resortes", que es más adecuado para animar cuerpos rígidos en lugar de objetos blandos como senos. En algunos videojuegos, sin embargo, la física exagerada de los senos es intencional. Esto puede ser causado por el aumento del efecto de rebote con el fin de hacerlo perceptible incluso cuando un personaje está quieto y hablando, lo que puede resultar en rebotes muy exagerados cuando se mueve.
En última instancia, sin embargo, según el desarrollador de videojuegos Tim Dawson, si un videojuego presenta movimientos de pecho no naturales, "es porque alguien quería que se vieran de esa manera". No solo los senos, sino también otras partes del cuerpo, como los músculos masculinos, a menudo se exageran intencionalmente o se retratan de forma poco realista en los videojuegos.

## Física de pechos en videojuegos individuales

### Juegos conocidos por la exagerada física de los pechos
Los videojuegos mencionados por las publicaciones de videojuegos por su exagerada física de los senos incluyen lo siguiente:
- Fatal Fury 2, videojuego de lucha (1992)[6]

- Mortal Kombat, serie de videojuegos de lucha (1992–2011).[6] A partir de Mortal Kombat X (2015), los personajes femeninos no son voluptuosos ni sensuales.[7]

- The King of Fighters, serie de videojuegos de lucha (1994–)[6]

- Soulcalibur, serie de videojuegos de lucha (1995–)[6]

- Dead or Alive, serie de videojuegos de lucha (1996–2012).[6] El rebote se redujo en Dead or Alive 6, que utiliza un motor de física corporal "natural".[8]

- Ready 2 Rumble Boxing, videojuego de deportes (1999)[6]

- Conker's Bad Fur Day, videojuego de plataformas (2001), en el que los senos se utilizan como trampolines.[6]

- Resident Evil, Videojuego survival horror (2002/2015).[9]

- Dead or Alive Xtreme Beach Volleyball, videojuego de deportes (2003)[6]

- Ninja Gaiden Sigma 2, videojuego de acción (2009), donde el bamboleo de los senos puede ser controlado por el jugador por separado[6]

- Lightning Returns: Final Fantasy XIII, videojuego de rol (2009).[10]

- Skullgirls, videojuego de lucha (2012)[6]

- Senran Kagura, serie de videojuegos de acción que gira en torno a ninjas femeninas

- Metal Gear Solid V: The Phantom Pain, videojuego de acción (2015).[11]

- Tomb Raider, videojuego de acción y aventura (1998-2012): Al partir del Tomb Raider (2013) los pechos de Lara Croft son más naturales

### Juegos de otro modo conocidos por su física de mama
- Fortnite: Battle Royale (2017) usó la física de los senos en un modelo de personaje lanzado en septiembre de 2018. El desarrollador Epic Games luego lo eliminó como un error "vergonzoso e involuntario".[12]

- Conan Exiles (2017) permite a los jugadores personalizar el tamaño del pecho de un personaje femenino o el tamaño del pene de un personaje masculino. El tamaño afecta a la cantidad de piezas anatómicas que se agitan.[13][14]